# Mansión del Príncipe Gong
La Mansión del Príncipe Gong (ch: 恭王府 ), también conocido como la Mansión del Príncipe Kung', es un museo y atracción turística situado en el distrito de Xicheng, Pekín, justo al norte del lago Shichahai. Está formado por una gran mansión de estilo siheyuan y vastos jardines. En la actualidad alberga un museo y es una de las principales atracciones turísticas de Pekín. 

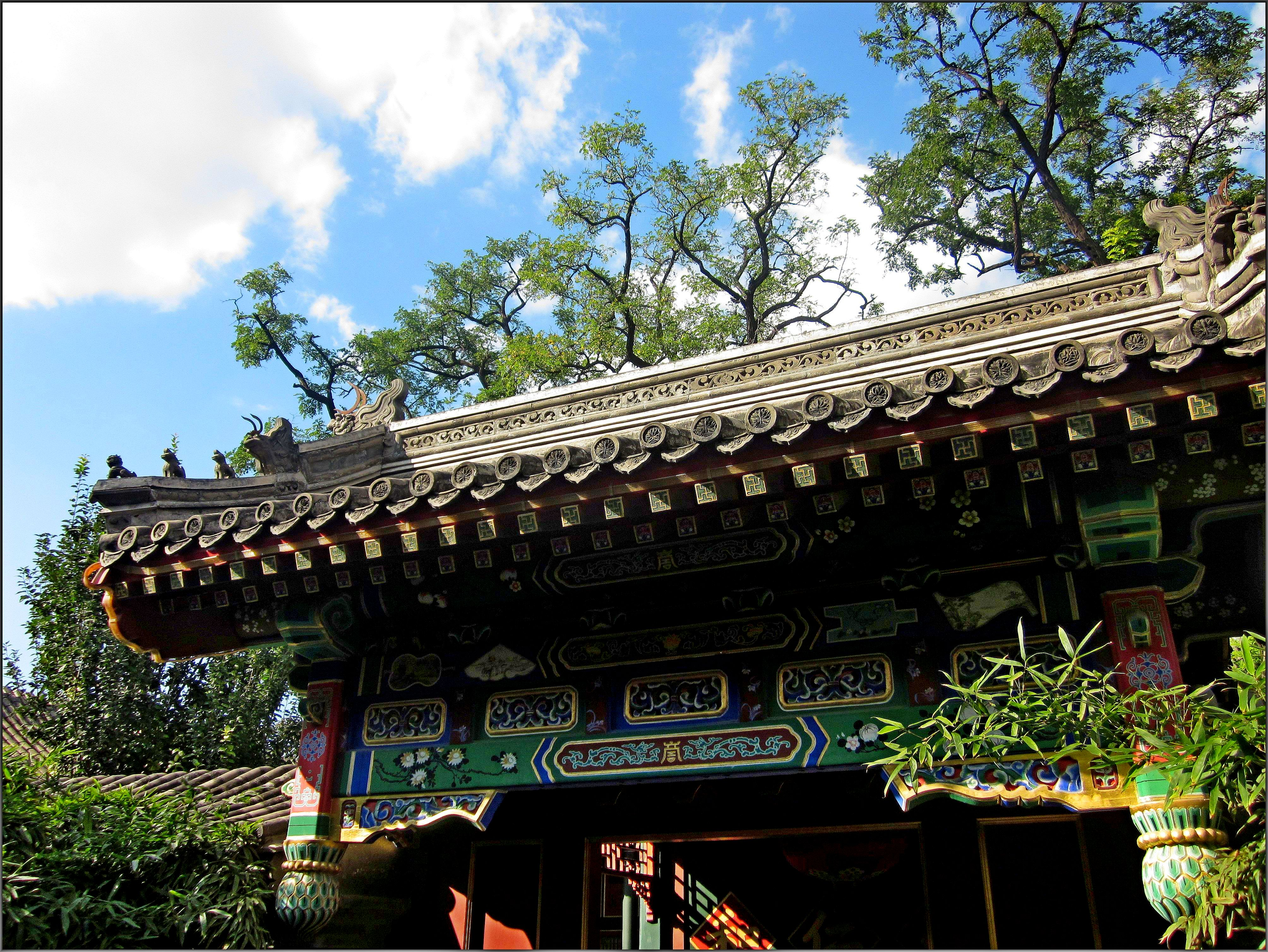
Mansión del príncipe Gong

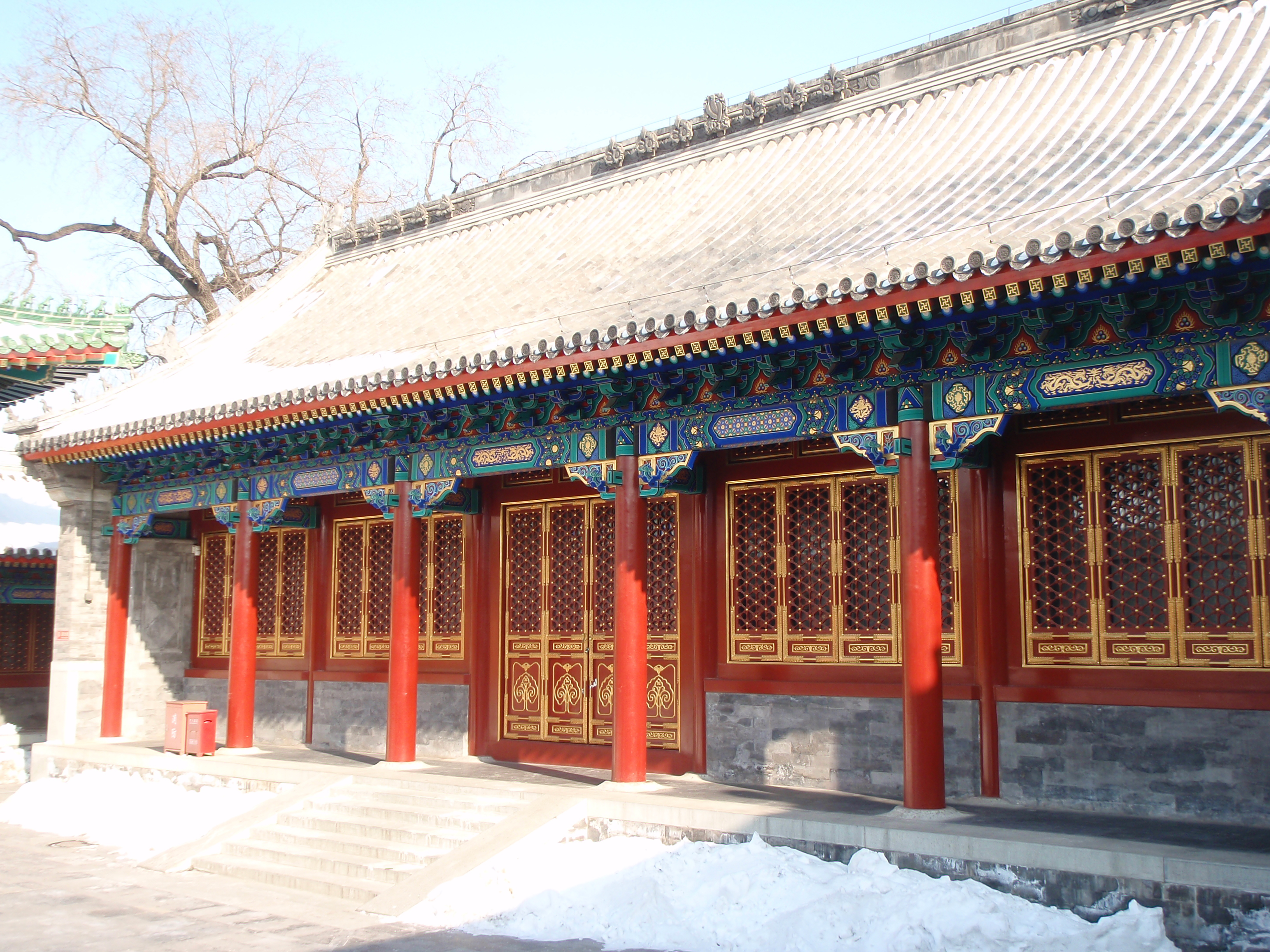

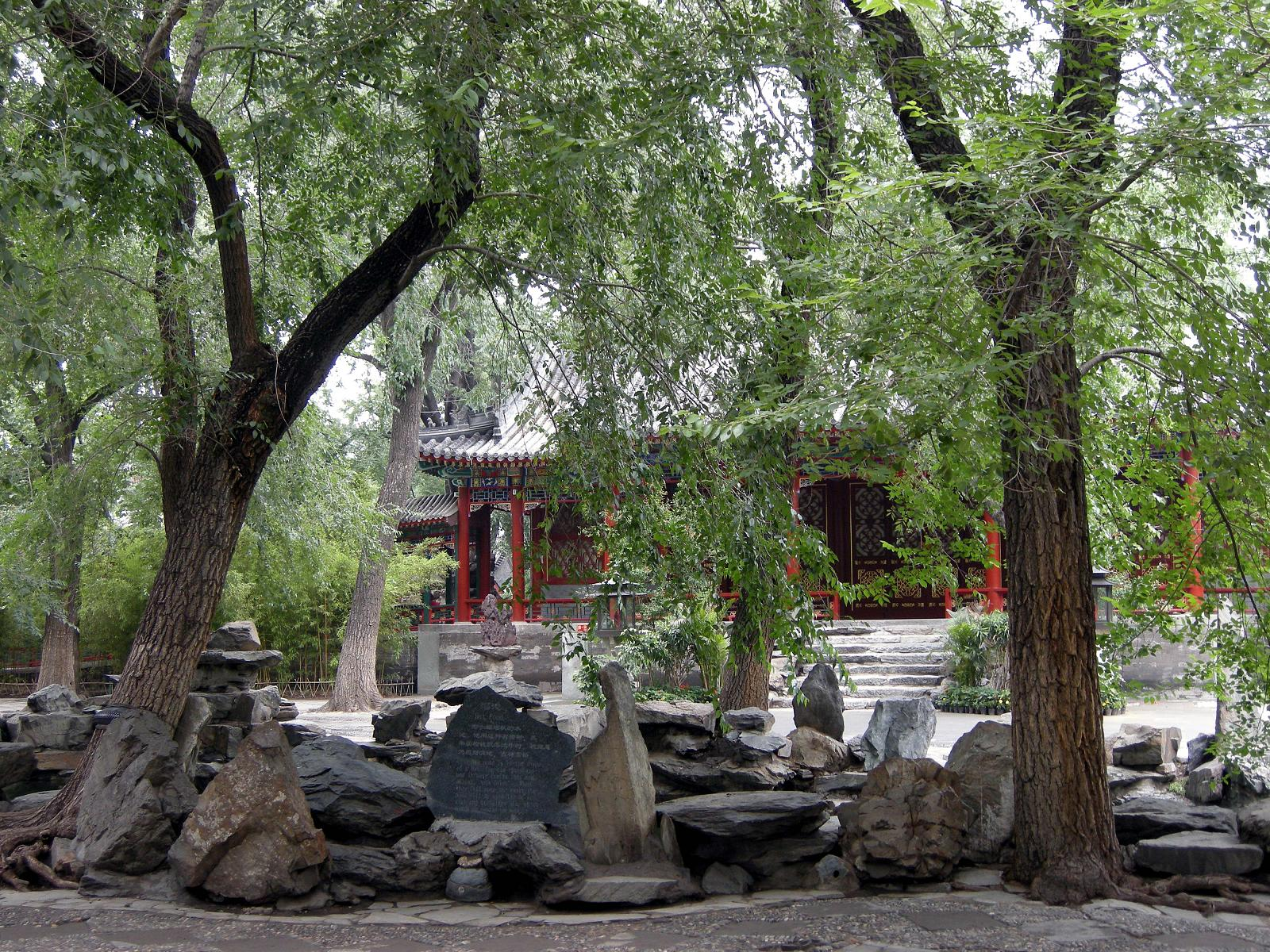
Biblioteca de la mansión

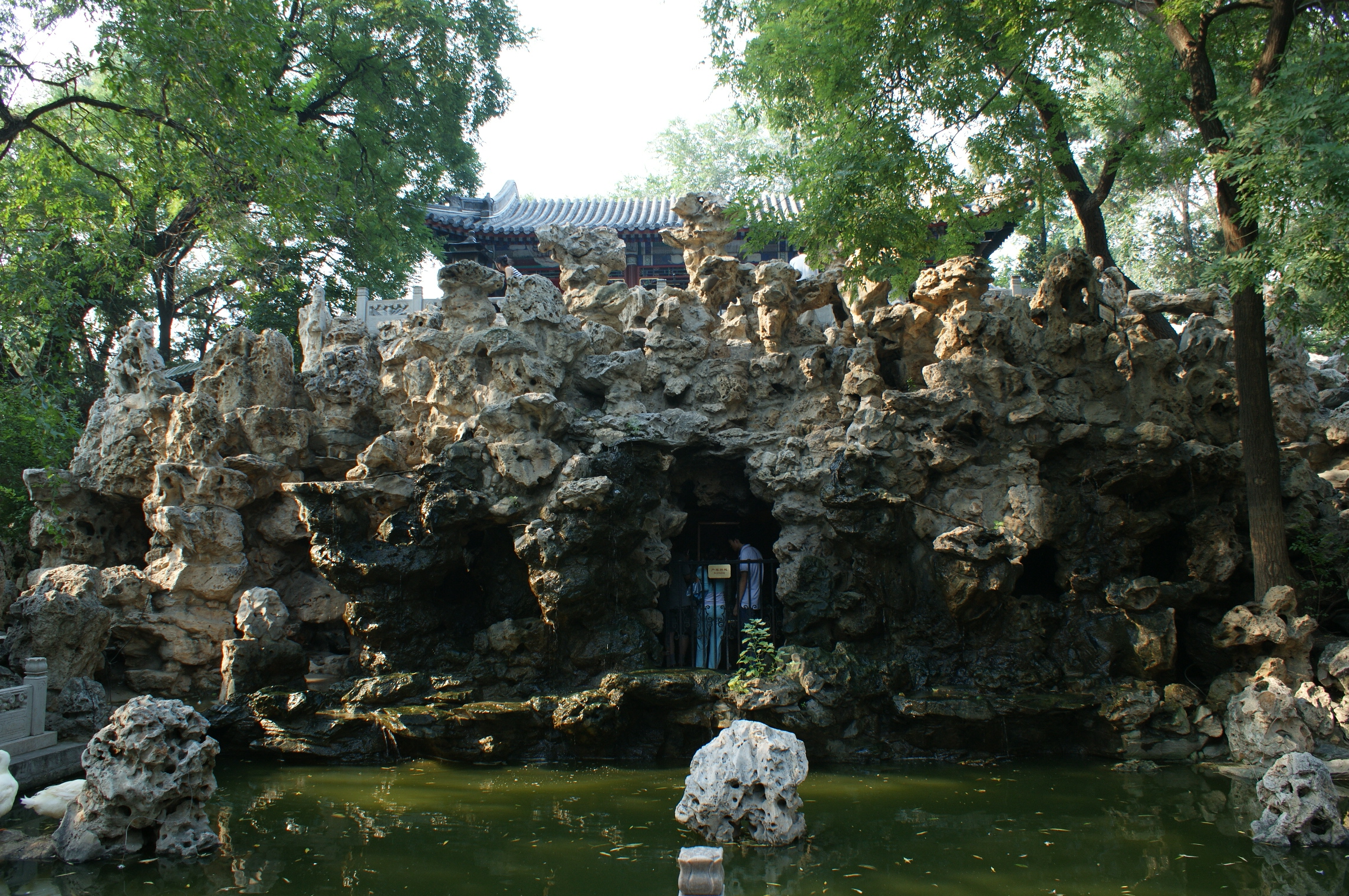
Jardines clásicos

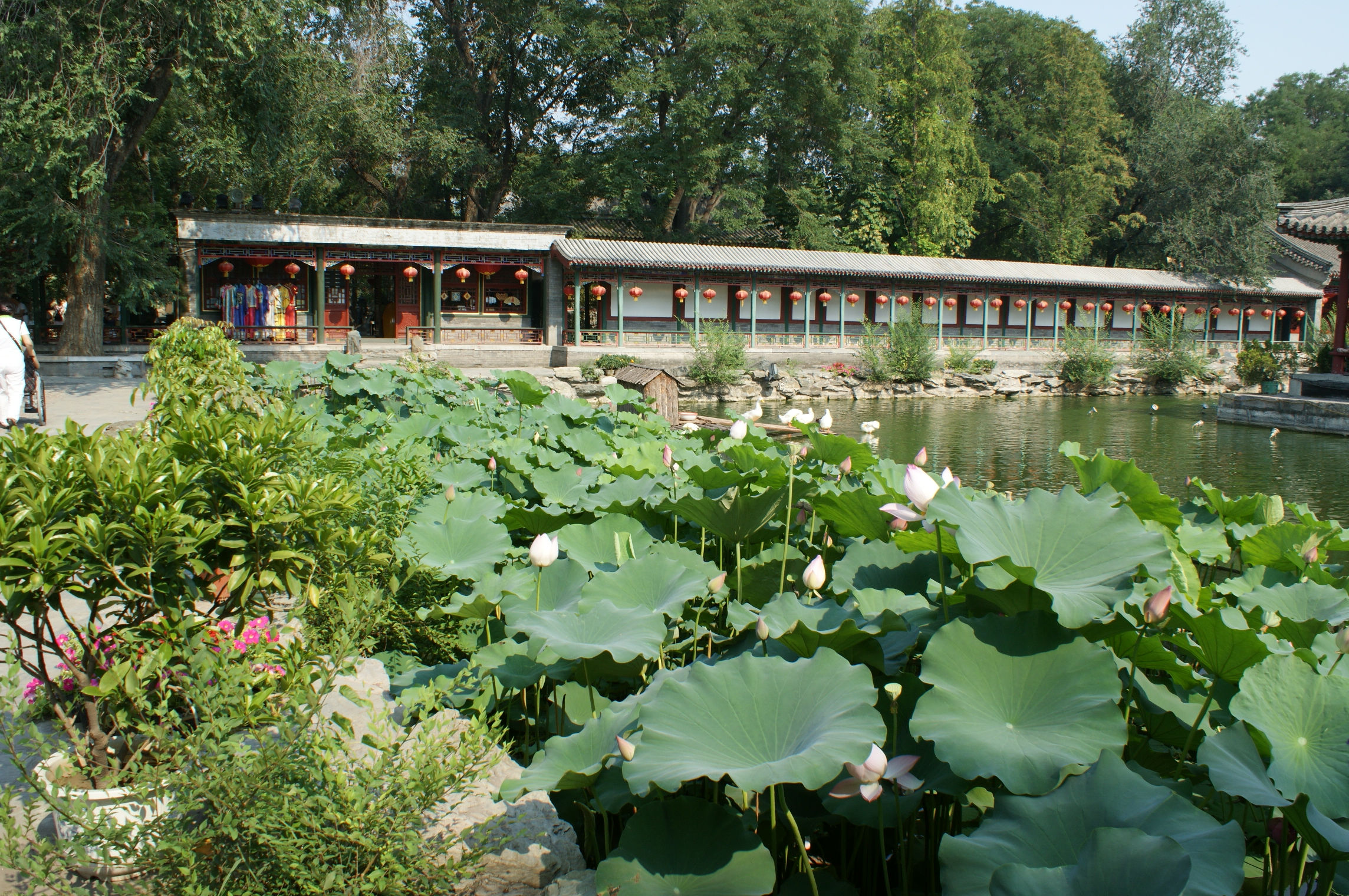
Pasillo de la mansión.

Se construyó en 1777 para Heshen, un ministro y favorito del Emperador Qianlong fabulosamente corrupto, y posteriormente se rebautizó con el nombre del Príncipe Gong, un príncipe manchú e influyente estadista de finales de la dinastía Qing, que habitó la mansión a finales del siglo XIX.

## Nombre
El nombre actual, Gong, es la romanización del carácter chino escrito "gong" en el sistema pinyin; el nombre Kung' se corresponde al mismo caracter en el sistema Wade-Giles. Gong no era el nombre personal de Yixin, príncipe Gong, sino un título que significaba el "príncipe respetuoso" o "Rey".

## Historia
La Mansión del Príncipe Gong fue construida en 1777 durante la dinastía Qing para Heshen, un destacado funcionario de la corte del emperador Qianlong, infame por ser el funcionario más corrupto de la historia de China.

## Juventud
Desde muy joven, Heshen se ganó el favor del emperador Qianlong y ascendió rápidamente en la administración imperial hasta convertirse en uno de los más altos y más ricos funcionarios de la corte imperial. Instituyó numerosas corruptelas y redes clientelares por medio de las cuales adquirió una fortuna varias veces superior a la del tesoro imperial. En 1799, el emperador Jiaqing, sucesor del emperador Qianlong, acusó a Heshen de corrupción y lo hizo ejecutar y confiscar sus propiedades. La mansión fue entregada al príncipe Qing, decimoséptimo e hijo menor del emperador Qianlong.
En 1851, el Emperador Xianfeng regaló la mansión a su sexto hermano, Yixin, príncipe Gong, que da nombre a la mansión. El príncipe Gong fue uno de los estadistas más importantes de su época, y contribuyó a normalizar las relaciones entre China y el mundo occidental al tiempo que intentaba reformar China y modernizarla. Como ministro de asuntos exteriores, su residencia era frecuentemente visitada por extranjeros.
En 1921, tras la caída de la dinastía Qing, el nieto del príncipe Gong, Puwei, ofreció la propiedad como hipoteca a la Orden de San Benito de la Iglesia Católica. Los benedictinos invirtieron importantes recursos en la restauración de la ruinosa mansión para su uso como universidad. A partir de entonces, se conoció como Universidad Católica de Furen hasta que los sacerdotes fueron expulsados de China en 1951.
Durante la Revolución Cultural, la mansión fue utilizada por la Fábrica de Aire Acondicionado de Pekín hasta que experimentó un renacimiento en la década de 1980. En 1982, fue declarada Sitio histórico y cultural importante protegido a nivel nacional en Pekín. Desde noviembre de 1996, los edificios y los jardines se han convertido en una atracción turística. Las obras de renovación de la mansión finalizaron el 24 de agosto de 2008, durante los Juegos Olímpicos de Verano de 2008 de Pekín.

## Estructura del recinto
La mansión del príncipe Gong es una de las mansiones imperiales más exquisitas y mejor conservadas de Pekín. Tiene una superficie total de 60.000 metros cuadrados. Los edificios de la mansión se encuentran en el sur; los jardines, en el norte. Los edificios incluyen varios patios siheyuan, edificios de dos plantas y una gran casa de ópera de Pekín. Algunos de los patios albergan exposiciones permanentes sobre la historia de la mansión, así como exposiciones temporales de arte.
Además de la mansión, hay un jardín de 28.000 metros cuadrados con 20 puntos panorámicos, pabellones, colinas artificiales que incluyen rocas procedentes del lago Tai en Jiangsu, y estanques. Hay una estela de ocho metros de largo que lleva el carácter chino 福 (fú: lit "fortuna") basado en la caligrafía del emperador Kangxi.

## Obras de restauración y futuro
Desde 2005, la mansión se ha sometido a una renovación por valor de 200 millones de yuanes. En noviembre de 2006, se iniciaron las obras de restauración de los edificios. La mansión se reabrió como "Mansión del Príncipe Kung" el 24 de agosto de 2008. Muestra la vida de los nobles manchúes y aspectos de la dinastía Qing.
El teatro de ópera de Pekín, situado en el interior de la mansión, no sólo representa óperas de Pekín, sino también otras formas destacadas de ópera china. En agosto de 2008, el grupo de actuación kunqu del "Casa Kunqu de Jiangsu" representó su programa Sueños flotantes en la Mansión del Príncipe Gong durante una semana.
Está incluido en la lista de monumentos en peligro de 2018 de la World Monuments Fund.

## Gallery

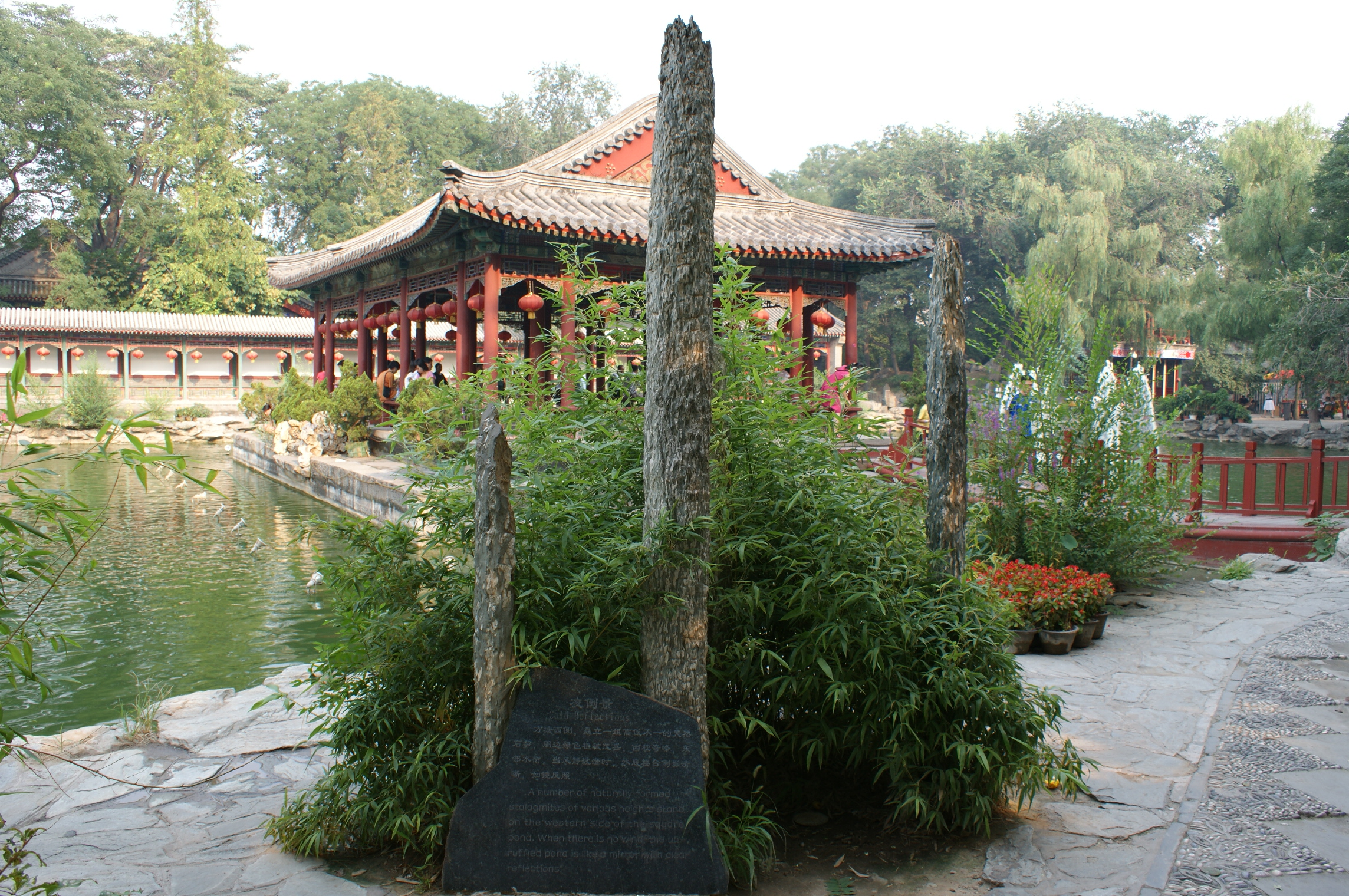
Pabellón de la mansión
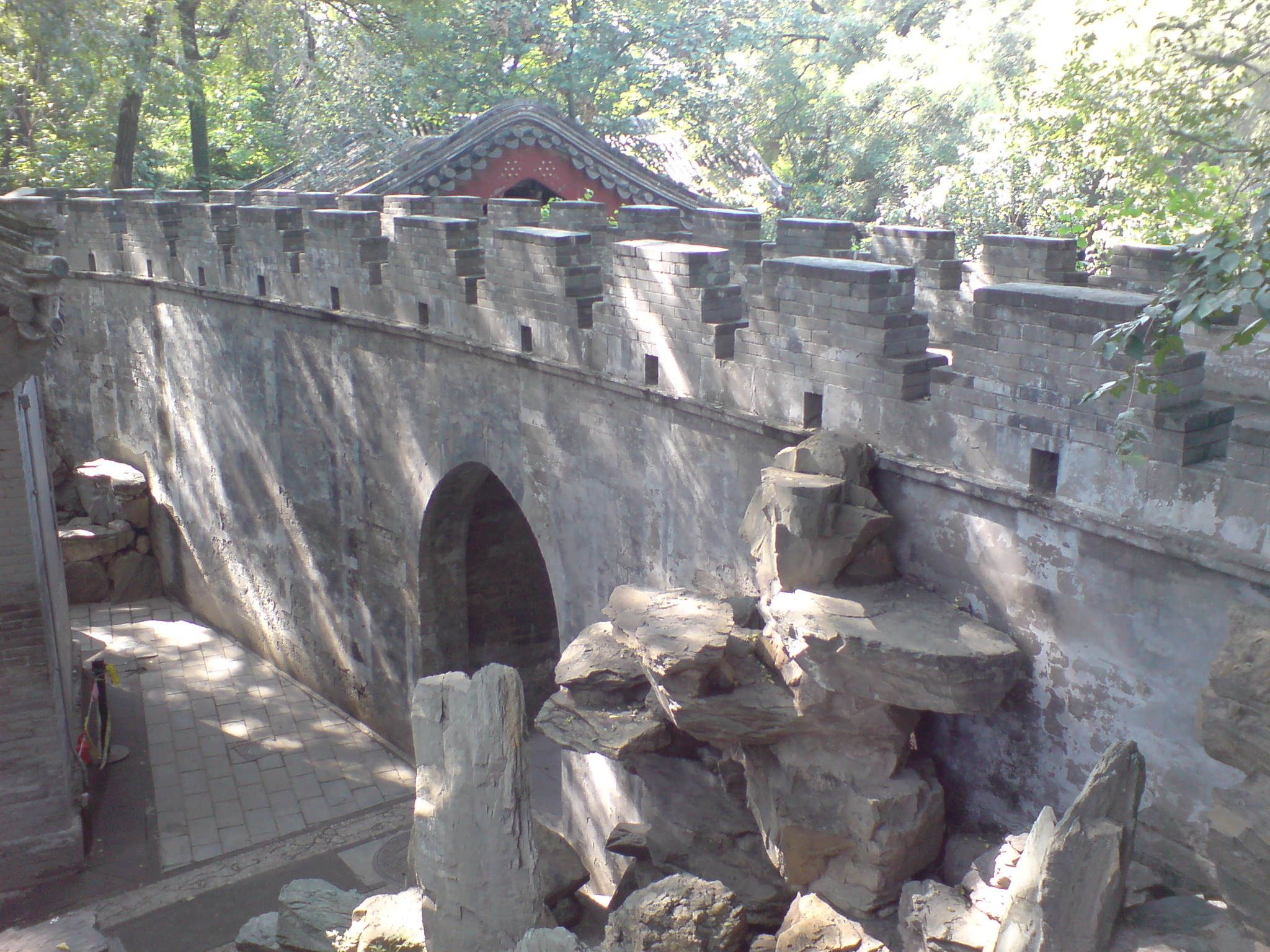
Muros que rodean a la mansión.
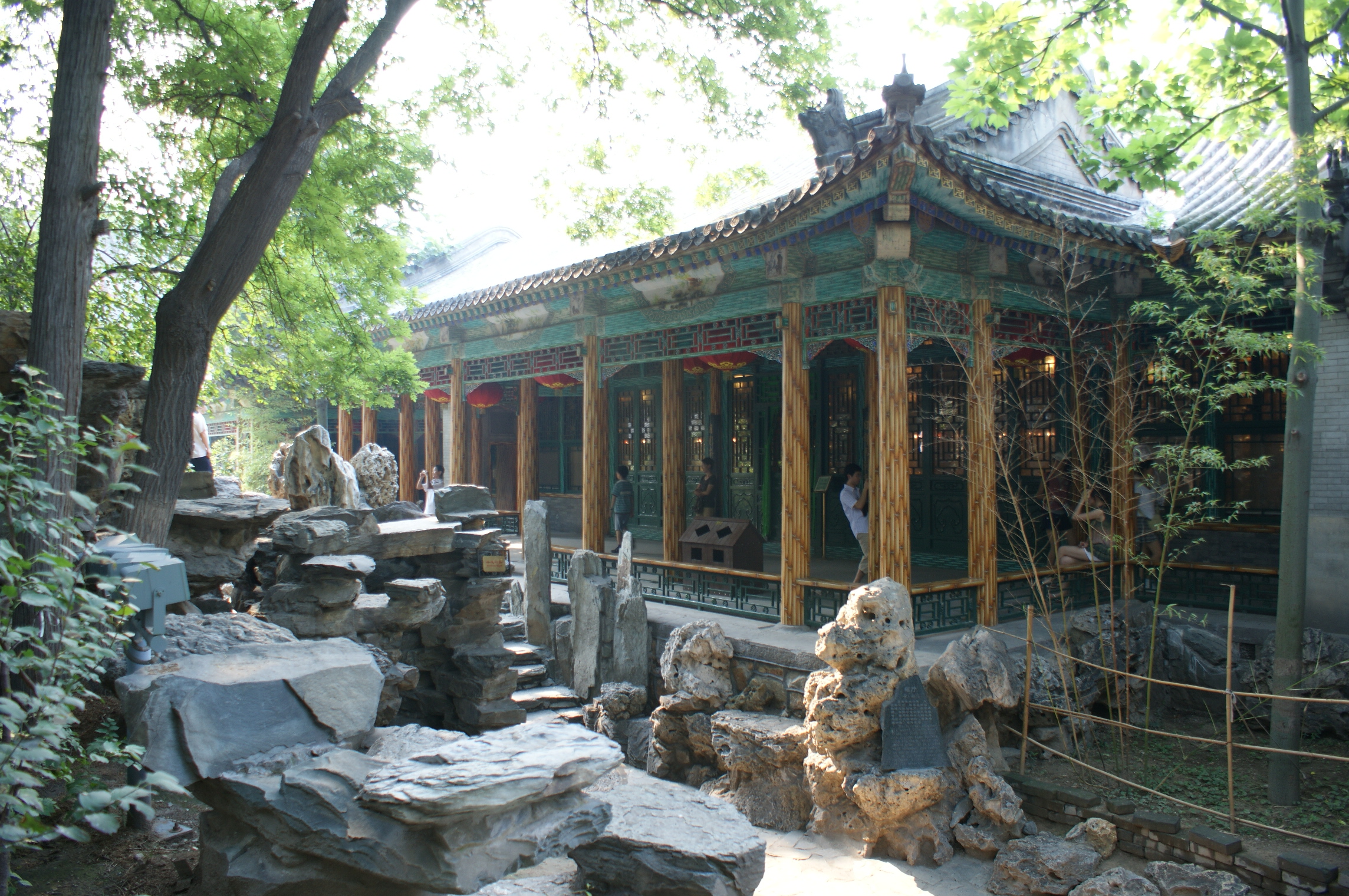
Uno de los atrios.
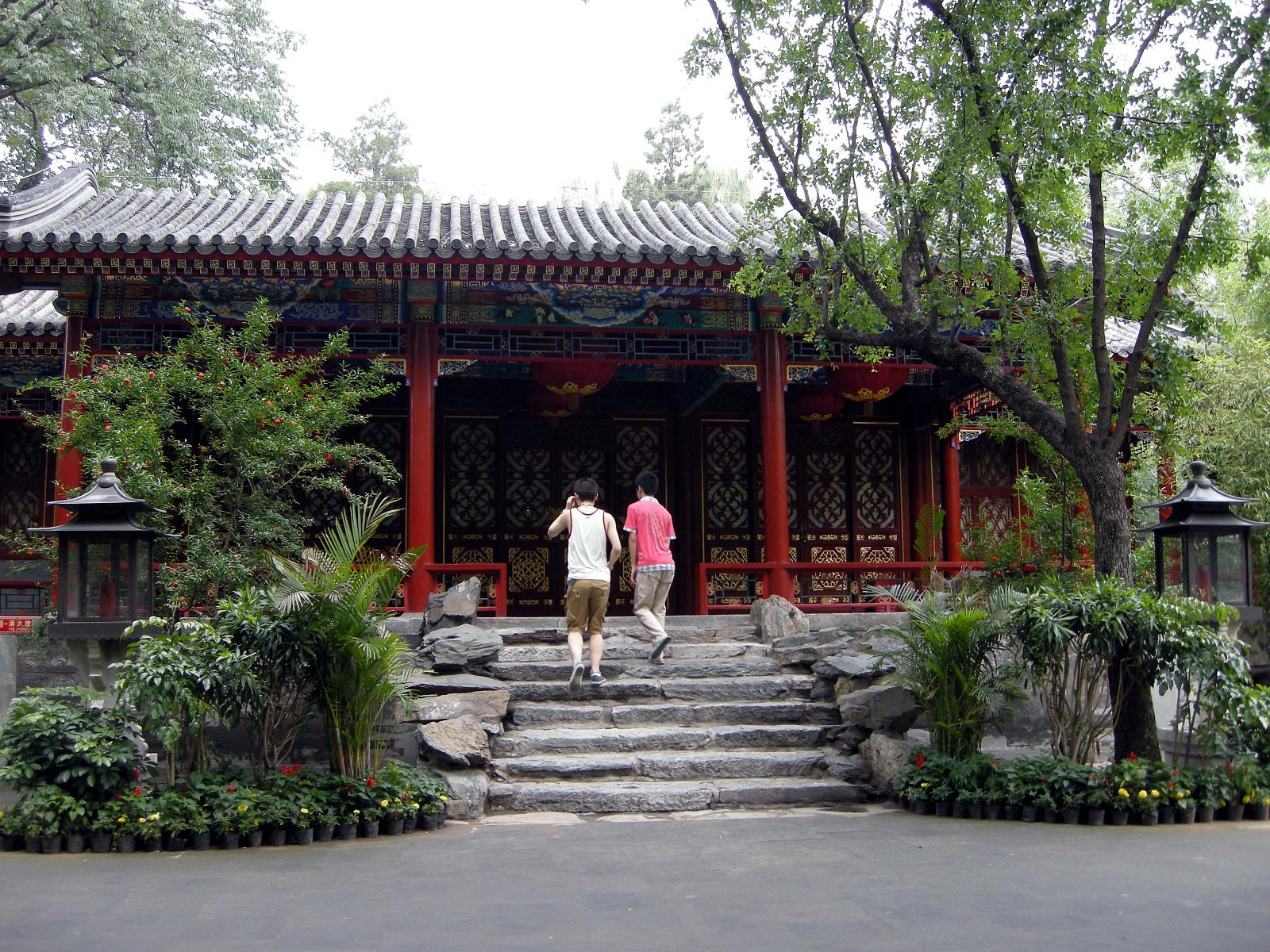
Una de las puertas de entrada.
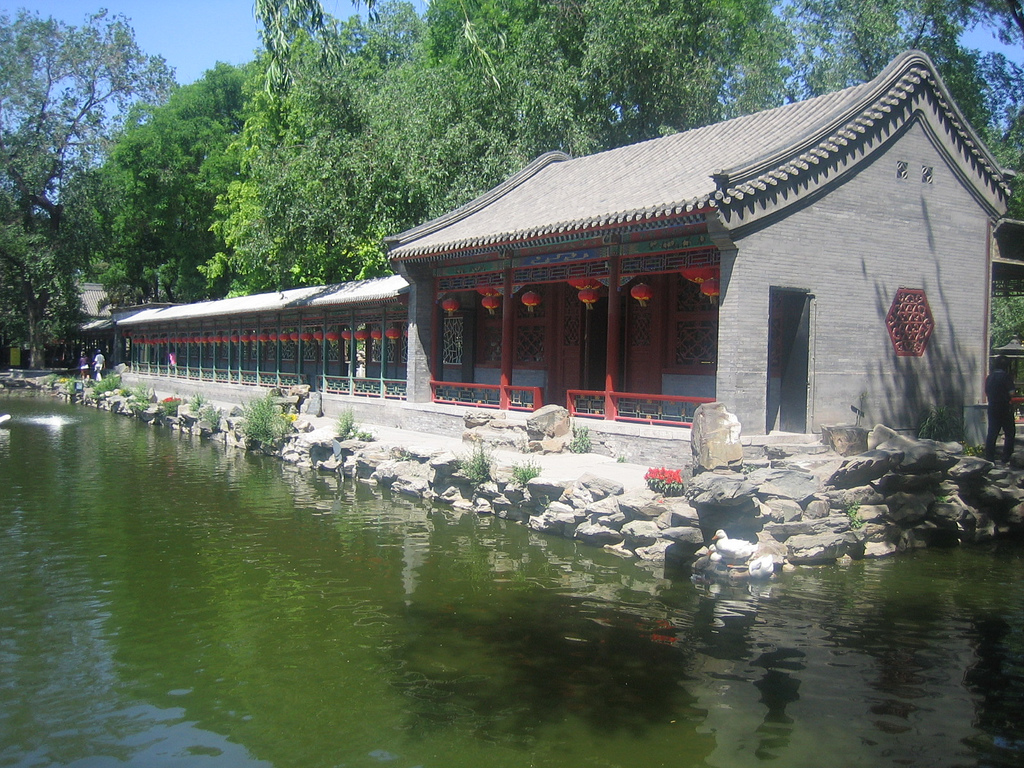
Pabellón de recreo.
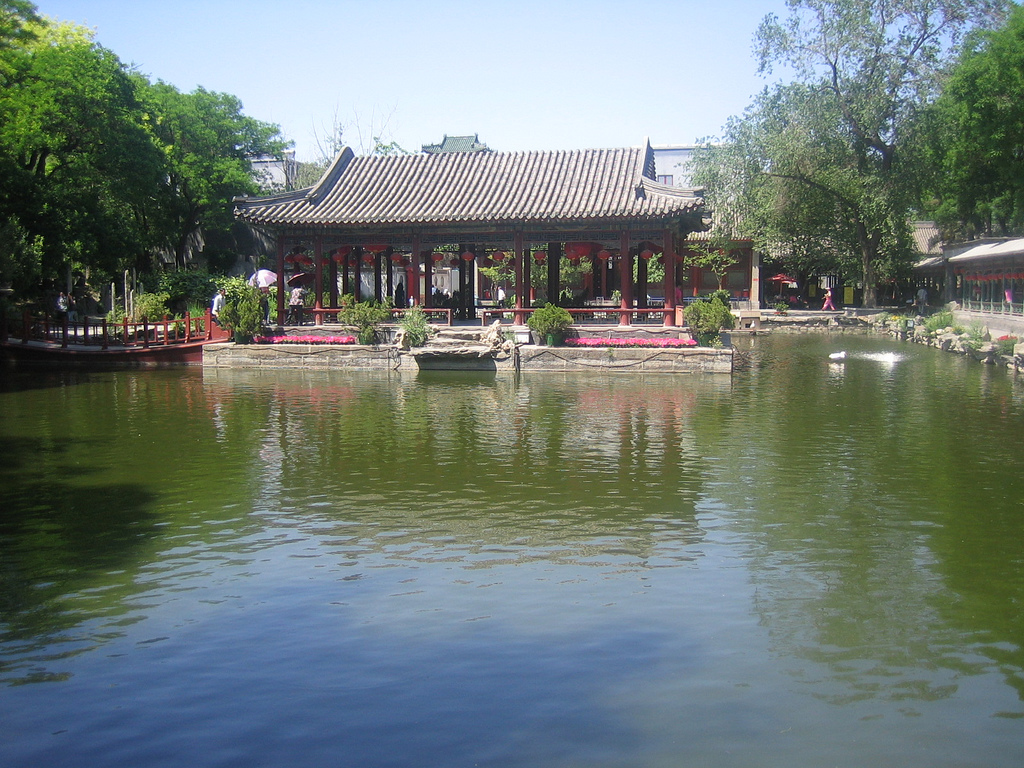
Pabellón de uno de los estanques.
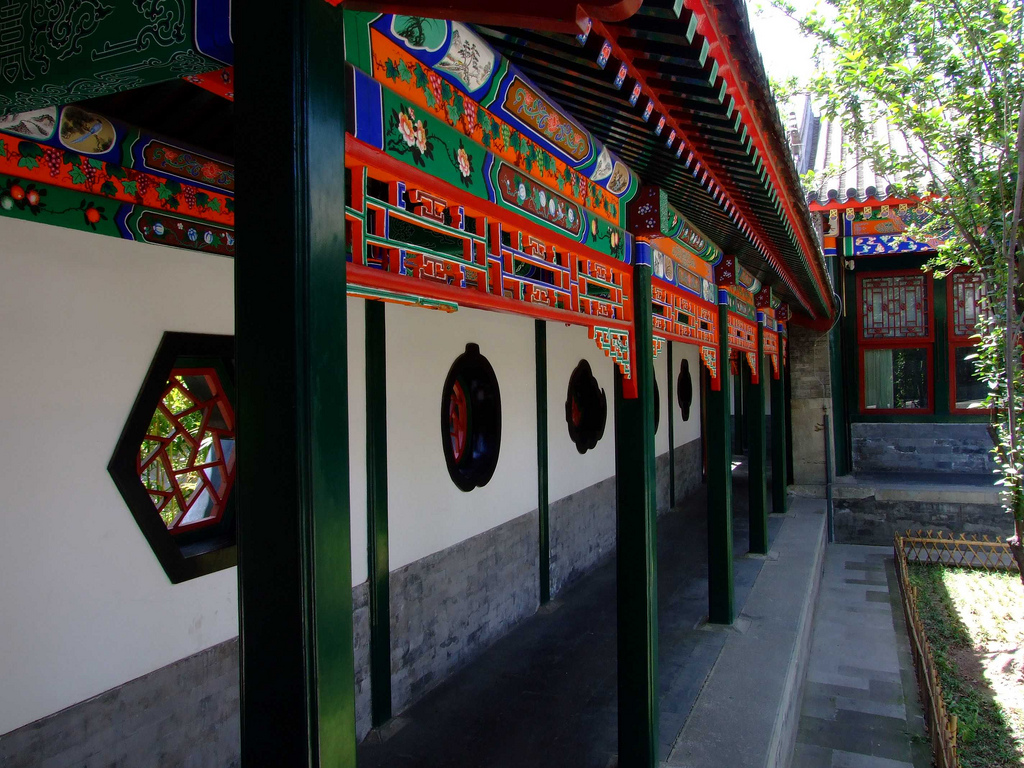
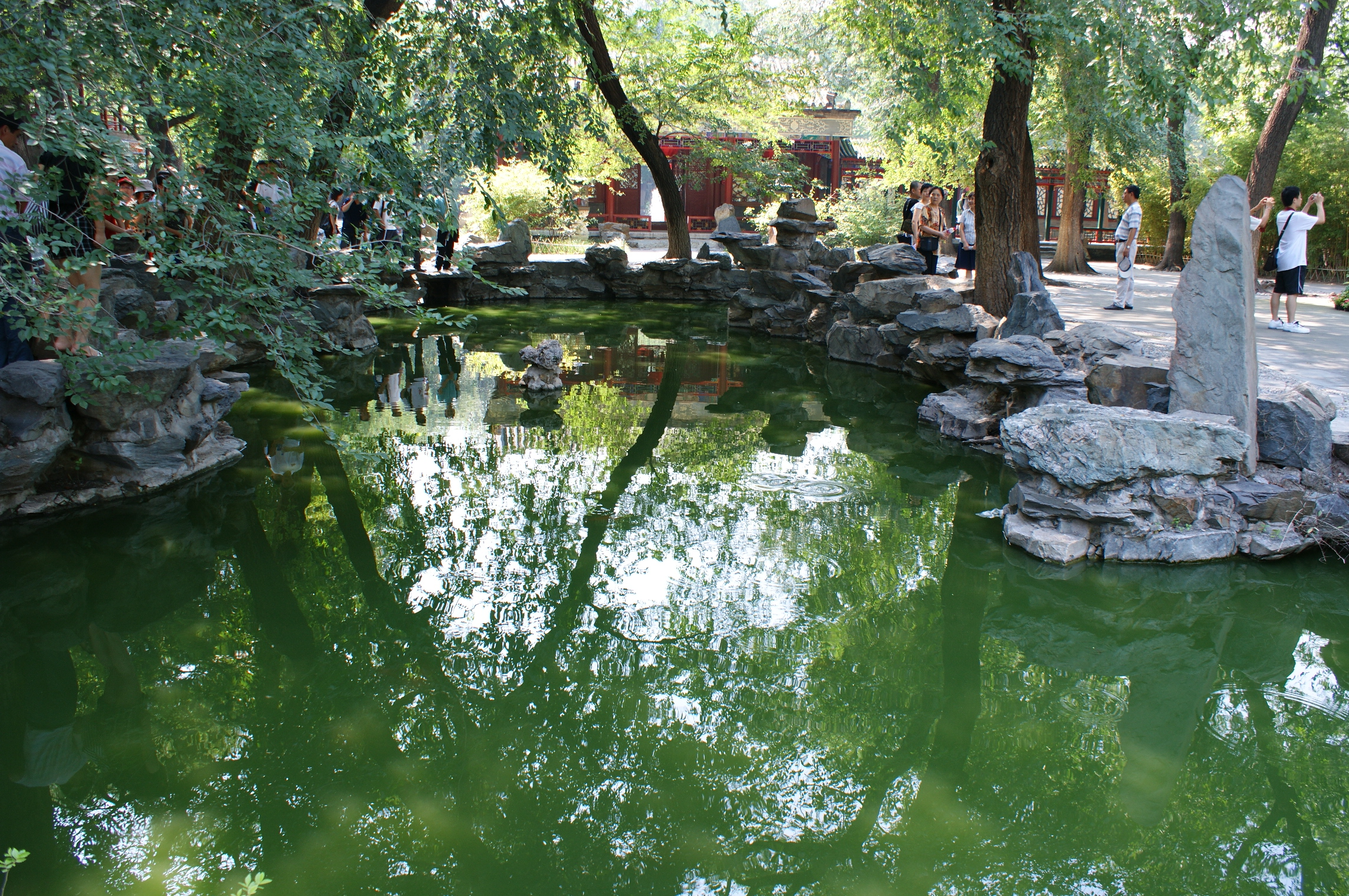

### Citas
1. ↑  «Sitio oficial». Pekín: Museo del Palacio del Príncipe Kung. 2014. Archivado desde el original el 29 de agosto de 2018. Consultado el 7 de noviembre de 2017..
2. 1 2 3  Li, Raymond (24 de agosto de 2008). archive.org/web/20180829053620/https://www.scmp.com/article/650157/mansion-notorious-qing-official-draws-large-crowds-opening «La mansión de un notorio funcionario Qing atrae a grandes multitudes en su inauguración». South China Morning Post. Archivado desde com/article/650157/mansion-notorious-qing-official-draws-large-crowds-opening el original el 29 de agosto de 2018. Consultado el 29 de agosto de 2018.
3. ↑  «Kunqu vuelve a su lugar de debut». China Economic Net. 19 de agosto de 2008. Archivado desde el original el 3 de septiembre de 2018. Consultado el 7 de octubre de 2021.
4. ↑  «Gran Teatro, Mansión del Príncipe Kung». 2018 World Monuments Watch. World Monuments Foundation.